# Дом с привидениями (фильм, 1987, СССР)
«Дом с привидениями» — школьная драма с элементами фильма ужасов.

## Сюжет
У 14-летнего Марика украли любимую собаку и потребовали выкуп. В то же время новой ученице второго класса 8-летней Оле Николаевой решили устроить испытание: она должна провести час в «доме с привидениями».

## В ролях
- Катя Цуканова — Оля Николаева, школьница, новенькая во 2 «Б» классе
- Вика Гаврилова — Мариночка Кондратенко, школьница, сестра Игоря
- Ярослав Лисоволик — Марк Селичев, школьник, хозяин похищенной собаки
- Сергей Домнин — Игорь Кондратенко, школьник, должник «Чмыря»
- Ваня Кузнецов — Марягин, школьник
- Егор Каптелин — Рябоконь, «Рябка», друг Марягина
- Сандрик Гарибашвили — Сандрик Брегвадзе, школьник
- Рома Мигунов — Коля Николаев, школьник
- Володя Первой — Гельмут Пенкин, поёт в хоре дворца пионеров
- Марина Голуб — Кира Викторовна, классный руководитель 2 «Б»
- Прасковья Рыбникова — бабушка Марка Селичева
- Борис Лиханов — учитель математики
- Ирина Кириченко — экскурсовод
- Владимир Качан — Сергей Петрович Качанов, директор школы
- Александр Пожаров — фотограф
- Александр Подвальный — Стас
- Олег Байков — Толоконников, ученик 8 «Б» класса
- Сергей Межевов — Чмырь
- Лена Смирнова — Вера Федулина, ученица художественной школы
- Маша Волова — Дивова
- Маша Лепина — Руфка Быкова, школьница
- Леонид Трутнев — живодёр

## Награды
- Гран-При Международного фестиваля фильмов для детей (Аргентина, 1988 год)
- Приз Международного фестиваля фильмов для детей и юношества (Румыния, 1988 год)
- Приз Международного фестиваля фильмов для детей и юношества (Германия, 1989 год)